# St. Sebastian (Wipshausen)

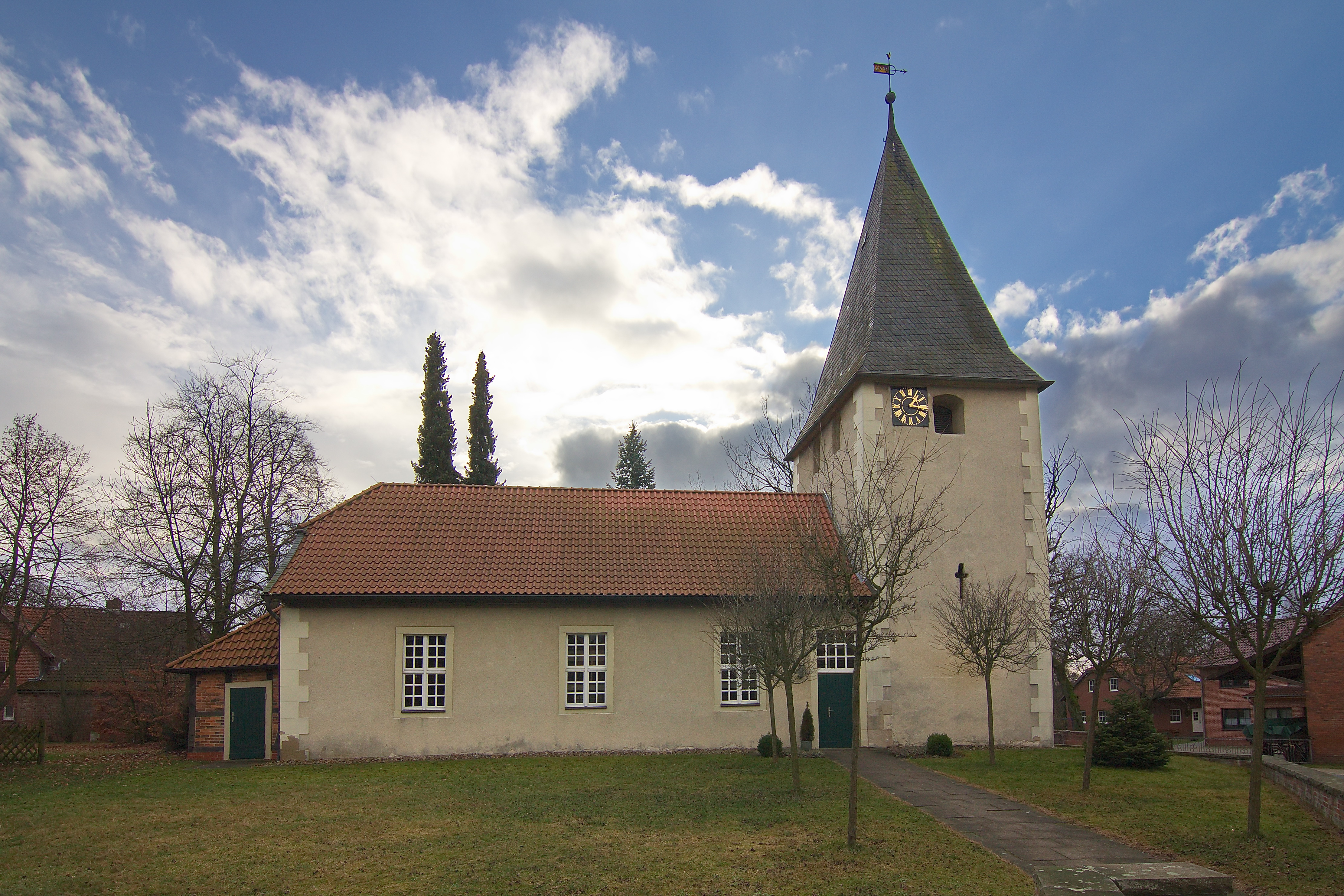
St. Sebastian

Die evangelisch-lutherische, denkmalgeschützte Kirche St. Sebastian steht in Wipshausen, einer Ortschaft der Gemeinde Edemissen im Landkreis Peine in Niedersachsen. Die Kirchengemeinde gehört zum Kirchenkreis Peine im Sprengel Hildesheim-Göttingen der Evangelisch-lutherischen Landeskirche Hannovers. 

## Beschreibung
Das Alter der Kirche ist unbekannt, die ersten Aufzeichnungen stammen aus dem Jahr 1551. Der querrechteckige Kirchturm im Westen wurde, wenn nach der Form des Grundrisses und den Klangarkaden, je zwei rundbogige an den Langseiten und jeweils eine flachbogige an den Schmalseiten, zu urteilen ist, im späten 12. Jahrhundert gebaut. Das Kirchenschiff aus dem 16. Jahrhundert wurde 1808 erneuert, da Einsturzgefahr bestand. Die Wände blieben zwar stehen, aber die Fenster wurden in der heutigen Form eingebrochen, da es bisher zu dunkel in der Kirche war. Bedeckt wurde das Kirchenschiff mit einem Krüppelwalmdach. Der Innenraum ist mit einem Tonnengewölbe überspannt. Der obere Teil der Ostwand des Kirchenschiffs besteht aus Holzfachwerk, ebenso die im 19. Jahrhundert angebaute Sakristei. Im Turm, der mit einem Zeltdach bedeckt ist, hängen drei Läuteglocken, die 1650, 1676 und 1984 gegossen wurden. An der Nordseite des Turms zum Dorf hin befindet sich das Zifferblatt der Turmuhr. 
Zur Kirchenausstattung gehört ein schlichter Kanzelaltar, der um 1830 gebaut wurde. Sein einachsiger Aufbau hat zwei seitliche, kannelierte Säulen, die einen Architrav tragen. Eine Orgel mit sechs Registern, zwei Manualen und ein Pedal, 1907 gebaut von P. Furtwängler & Hammer, wurde 1926 in der Kirche aufgestellt. Sie wurde 1968 durch einen Neubau der Michael Becker Orgelbau mit ebenfalls sechs Registern, aber nur einem Manual und Pedal ersetzt.